# Lira dos Vinte Anos
Lira dos Vinte Anos é um livro de poemas escrito pelo autor romântico brasileiro Álvares de Azevedo (1831-1852) publicado postumamente a partir de 1853 em forma de antologia poética. Originalmente, compôs projeto que seria criado em parceria com Bernardo Guimarães e Aureliano Lessa, chamado As Três Liras, publicado após a morte de Álvares de Azevedo.
Lira dos vinte anos, em suas edições atuais, costuma ser dividida em três partes, mas originalmente Álvares de Azevedo a planejou com somente duas partes. A "Primeira parte" está ligada Ariel, anjo bom da obra "A tempestade", de Shakespeare. A "Segunda parte", ligada a Caliban, outro personagem shakespeariano, demônio disforme. Enquanto os poemas da face Ariel exibem sentimentalismo extremo, amor platônico, melancolia, entre outros elementos, os de Caliban são demasiado mórbidos, sarcásticos e irônicos.
Há uma tradição de crítica literária que distingue as duas partes do livro, como se vê em críticos como Silvio Romero, Antonio Candido e Vagner Camilo. Outra linha crítica procura mostrar os pontos de fusão das duas partes da obra de Álvares de Azevedo, como se vê nos trabalhos de Cilaine Alves e Rafael Fava Belúzio.
Desde sua publicação original, a Lira dos Vinte Anos sofreu várias re-edições. 